# Muhàmmad Xah III Tughluq
Nasir al-Din Muhammad Shah III Tughluq fou sultà de Delhi de la dinastia tughlúquida. Era fill de Firuz Shah Tughluq.
El seu pare Firuz Xah Tughluq era un musulmà fervent i va adoptar polítiques de xaria amb l'ajuda dels seus visirs. Khan Jahan II, que va esdevenir visir a la mort del seu pare Khan Jahan I el 1368, en oberta rivalitat amb Muhàmmad, el fill de Firuz Xah Tughluq. Khan Jahan va convèncer el sultà perquè nomenés hereu el seu besnét i va intentar convèncer-lo perquè destituís el seu únic fill Muhàmmad, però en canvi el sultà va destituir el visir. La crisi que va seguir va provocar la detenció i l'execució del visir, i una rebel·lió i una guerra civil a Delhi i als voltants. Muhammad Shah també va ser destituït el 1387. El sultà Firuz Shah Tughluq va morir l'any 1388 i el seu net Tughluq Khan va assumir el poder, però el seu nebot Abu-Bakr, fill de Zafar Khan es va revoltar matant Tughluq Khan en 1389 ocupant el seu lloc Abu-Bakr Xah Tughluq, però Muhammad, el seu oncle, es va fer proclamar sultà en oposició a Samana el 24 d'abril de 1389 i es va imposar a Abu-Bakr al 31 d'agost de l'any següent 1390 i va fer capturar executar tota la noblesa musulmana que estava alineada, o que se sospitava d'estar alineada amb Khan Jahan II. Muhammad va regnar fins al 20 de gener de 1394. Dos dies després el va succeir Sikandar-Xah Tughluq que va morir un mes i mig després.